# God Friended Me
God Friended Me est une série télévisée américaine en 42 épisodes de 45 minutes créée par Steven Lilien et Bryan Wynbrandt, diffusée entre le 30 septembre 2018 et le 26 avril 2020 sur le réseau CBS et en simultané sur le réseau CTV au Canada.
Cette série est inédite dans tous les pays francophones.

## Synopsis
La série se présente comme une série humoristique et inspirante qui explore les questions de la foi, de l'existence et de la science. Elle suit Miles Finer, un athée au franc-parler dont la vie est bouleversée lorsqu'il reçoit une demande d'amitié de la part d'un compte Facebook portant le nom de « Dieu ». Celui-ci lui envoie des suggestions d'ami, et Miles devient un agent de changement dans la vie de ces personnes. Cara Bloom cherche désespérément à être reconnue comme écrivaine dans un magazine en ligne. Le compte de « Dieu » suggère à Miles de devenir son ami, et elle va devenir un personnage très lié à Miles toute la série. Avec elle et son ami et collègue Rakesh, qui est un hacker, ils vont suivre les suggestions d'ami du compte de « Dieu » et chercher à découvrir qui se cache derrière celui-ci.

## Distribution

### Acteurs principaux
- Brandon Micheal Hall : Miles Finer
- Violett Beane : Cara Bloom
- Joe Morton : Rev. Arthur Finer
- Suraj Sharma : Rakesh Sehgal
- Javicia Leslie (en) : Ali Finer
- Erica Gimpel : Trisha (récurrente saison 1, principale saison 2)

### Acteurs récurrents
- Shazi Raja : Jaya (13 épisodes)
- Francesca Ling : Parker (13 épisodes)
- Rachel Bay Jones (en) : Susan, mère de Cara (11 épisodes)
- Adam Goldberg : Simon Hayes[4] (8 épisodes)
- Jessica Lu (en) : Joy Chen[5] (8 épisodes)
- Robert G. McKay : Lester (8 épisodes)
- Chris Conroy : Adam Grey (saison 2, 7 épisodes)
- Eleanor Koski : Liv, fille de Susan (6 épisodes)
- K.K. Moggie : Dr Chang (saison 2, 6 épisodes)
- Parminder Nagra : Pria Amar (5 épisodes)
- Kyle Harris : Eli James (5 épisodes)
- Kara Royster (en) : Emily, petite-amie d'Ali (saison 2, 5 épisodes)
- Chosen Jacobs : Zack Waller (saison 2, 5 épisodes)

### Invités
- Flor De Liz Perez : Natalie (épisodes 1, 3 et 11)
- Daniella Rabbani (en) : Rabbi Zoe Schwartz (épisodes 1, 11 et 20)
- Christopher Redman : John Dove (épisodes 1 et 18)
- Dawn-Lyen Gardner : Katie (épisode 2)
- Ajay Naidu : Eric (épisode 2)
- Ben Cole : Phil Langer (épisodes 3 et 4, 12 et 13)
- Britne Oldford : Deanna (épisode 3)
- Brent Sexton : Ray Nicolette (épisode 3)
- Annaleigh Ashford : Fliss (épisodes 4 et 15)
- Malik Yoba : Terrance[6] (épisodes 5 à 7)
- Anna George : Sunita Desai (épisode 5)
- Victoria Janicki : Nia (épisodes 6, 8, 9 et 12)
- Navid Negahban : Hasan (épisodes 6 et 20)
- Michael Vartan : Jeffrey[7] (épisode 7)
- Gaius Charles : Rev. Andrew Carver (épisodes 14 à 16)
- Stella Maeve : Sophia[8] (épisode 16)
- Michel Gill : Wilson Hedges (épisodes 17 à 19)
- Tracee Beazer : Diana (épisodes 17, 18 et 20)
- Nneka Okafor : Christina Reilly (épisodes 17, 19 et 20)
- Sharif Atkins : Ben Evans (épisode 17)
- Cara Buono : Karen (épisode 18)
- Derek Luke : Henry Chase[9] (épisode 20)
- Karine Vanasse : Audrey Grenelle[10] (saison 2)
- Peppermint : Pastor Olivia[11] (saison 2)
- Tom Everett Scott : Paul Levine[12] (saison 2)
- William Sadler : Reverend Elias[12] (saison 2)
- Carl Lumbly : Alphonse Jeffries[13] (saison 2, épisodes 12 et 21)
- Cornelius Smith Jr. (en) : Corey Smith[14] (saison 2)
- Lonnie Chavis (en) : C.J. (saison 2, épisode 21)

## Production

### Développement
Le projet de Steven Lilien et Bryan Wynbrandt a débuté en août 2017, et le pilote a été commandé en janvier 2018.
Le casting principal débute le mois suivant, dans cet ordre : Brandon Micheal Hall, Javicia Leslie et Suraj Sharma, Joe Morton et Violett Beane.
Satisfaits du pilote, CBS commande la série le 11 mai 2018 et annonce cinq jous plus tard lors des Upfronts qu'elle sera diffusée les dimanches à l'automne.
Le 19 octobre 2018, CBS commande sept épisodes supplémentaires pour une saison complète de vingt épisodes.
Le 29 janvier 2019, la série est renouvelée pour une deuxième saison, prévue pour l'automne 2019.
En juin 2019, Erica Gimpel est promue à la distribution principale pour la deuxième saison.
À la mi-mars 2020, le tournage a été interrompu en raison de la pandémie de Covid-19. Environ 35 minutes de la finale de la saison ont été tournées. En post-production, afin de combler le temps manquant, des scènes d'archives ont été ajoutées au montage, ainsi qu'une scène se déroulant à la montagne Annapurna (Himalaya) tournée lors du pilote mais qui n'avait pas été utilisée.
La série est annulée le 14 avril 2020.

### Tournage
La série est tournée à New York.
Les trois premiers épisodes de la deuxième saison ont été tournés à Paris, France.

### Fiche technique
- Titre : God Friended Me
- Création : Steven Lilien et Bryan Wynbrandt
- Réalisation : Marcos Siega
- Scénario : Steven Lilien et Bryan Wynbrandt[3]
- Musique (compositeur(s)) : Michael Suby
- Production (exécutive) : Steven Lilien, Bryan Wynbrandt, Marcos Siega, Greg Berlanti, Sarah Schechter
- Société(s) de production : Berlanti Productions, I Have an Idea! Entertainment, CBS Television Studios, Warner Bros. Television
- Société(s) de distribution : Warner Bros. Television Distribution
- Pays d'origine :  États-Unis
- Langue originale : Anglais
- Genre : Comédie dramatique
- Durée : 45 minutes
- Diffusion :  États-Unis,  Canada,  Australie

### Diffusion internationale
La série a été diffusée en Australie le 5 novembre 2018.

## Épisodes

### Première saison (2018-2019)
1. Pilot
2. The Good Samaritan
3. Heavenly Taco Truck
4. Error Code 1.61
5. Unfriended
6. A House Divided
7. The Prodigal Son
8. Matthew 621
9. King's Gambit
10. Coney Island Cyclone
11. 17 Years
12. Ready Player Two
13. Miracle on 123rd Street
14. The Trouble with the Curve
15. Two Guys, a Girl, and a Thai Food Place
16. Scenes from an Italian Restaurant
17. The Dragon Slayer
18. Return to Sender
19. The Road to Damascus
20. Que Sera Sera

### Deuxième saison (2019-2020)
Elle est diffusée depuis le 29 septembre 2019.
1. Joy
2. The Lady
3. From Paris with Love
4. All Those Yesterdays
5. The Greater Good
6. The Fighter
7. Instant Karma
8. The Last Grenelle
9. Prophet & Loss
10. High Anxiety
11. A New Hope
12. BFF
13. The Princess and the Hacker
14. Raspberry Pie
15. The Last Little Thing
16. The Atheist Papers
17. Harlem Cinema House
18. Almost Famous
19. The Fugitive
20. Collateral Damage
21. Miracles
22. The Mountain

## Accueil

### Audiences
| Saison | Début de saison   | Début de saison | Début de saison | Fin de saison     | Fin de saison   | Fin de saison |
| Saison | Date de diffusion | Téléspectateurs | Ref.            | Date de diffusion | Téléspectateurs | Ref.          |
| ------ | ----------------- | --------------- | --------------- | ----------------- | --------------- | ------------- |
| 1      | 30 septembre 2018 | 10 140 000      | [ 31 ]          | 14 avril 2019     | 6 920 000       | [ 32 ]        |
| 2      | 29 septembre 2019 | 7 130 000       | [ 33 ]          | 26 avril 2020     | -               | -             |

### Réceptions critiques
Sur le site d'agrégation de critiques Rotten Tomatoes, la série a un taux d'approbation de 59 % basé sur 27 commentaires, avec une note moyenne de 6,36 sur 10.
Metacritic, qui utilise une moyenne pondérée, a attribué une note de 57 sur 100 basée sur 14 critiques, indiquant « des critiques mitigées ou moyennes ».